# الثورة السودانية (1964)
اندلعت ثورة في 21 أكتوبر سنة 1964 ضد نظام الرئيس السوداني الراحل الفريق إبراهيم عبود مطيحةً بنظامه وكانت أول ثورة شعبية في أفريقيا والعالم العربي.
بعد الاستقلال وإنزال العلمين المصري والبريطاني تولّى مشكلات السودان إسماعيل الأزهري ثم ورث التركة منافسه من حزب الأمة عبد الله خليل، ثلاث سنوات أدرك فيها سياسيو السودان أن مشكلاتهم بحجم بلدهم، وفي نوفمبر عام 1958 انقلب عبد الله خليل على نفسه وسلم الحكم تسليماً للعسكر، ألغى قائد الجيش الفريق إبراهيم عبود الأحزاب وعلق الدستور وتحول إلى ديكتاتور وكان التأييد الذي ناله من زعيمي الأنصار والختمية سحابة صيف، وبقيت الأحزاب جمراً تحت الرماد ومن وراءهم الشعب السوداني العظيم وجاءت مشكلة الجنوب الذي لم يعجبه توجه التعريب والأسلمة لحكومة عبود. ثار الجنوب فشكل الفريق عبود لجنة الخمسة والعشرين لمناقشة القضية ودُعي طلبة جامعة الخرطوم للمشاركة في النقاش، لكن الطلبة ناقشوا كل شيء واحتجوا على الحكومة وإخفاقاتها في مظاهرات صاخبة سرعان ما انتشرت في المديريات الأخرى، وأضرب الموظفون وعمال المواصلات فألغت الحكومة العسكرية النقاش وقمعت الاحتجاجات.

## الاشتباكات
لم يطلق الجيش الرصاص الكثيف ولا العشوائي ولكن هي رصاصة واحدة قتلت الطالب أحمد القرشي عندما اقتحمت الشرطة ندوة جامعية أقيمت في الحادي والعشرين من أكتوبر عام 1964 كانت نقطة البداية وعود الثقاب.
اندلعت المظاهرات في كل أنحاء السودان بعد تشييع القرشي، وردد المتظاهرون الشعار الشهير«إلى القصر حتى النصر»، بعد مقتل القرشي بأربعة أيام جاء خطاب عبود الأول فألمح إلى بقائه في السلطة حتى تشكيل حكومة لكن الجماهير لم ترض وواصلت ثورتها، وبعد أربعة أيام أخرى احتشدت الجماهير عند  القصر الجمهوري  فأطلقت الشرطة النار على المتظاهرين وسقط عدد من القتلى فيما عُرف بحادثة القصر فكان التنازل الثاني، وبعد إسبوعين جاءت الثالثة وأعلن الفريق عبود تنحيه وشكلت حكومة برئاسة سر الختم الخليفة استلم فيها رئاسة وزراء الحكومة الانتقاية وسميت بحكومة جبهة الهيئات.

## ثورة أكتوبر والفن
قد كانت “أكتوبر” حدثا مفصليا في تاريخ السودان المعاصر فظلت بصماتها في الشعر والفن السوداني خالدة، هذا الحوار مع الشاعر هاشم صديق والفنان محمد الأمين “الذي نشرته صحيفة الميدان تغنى للثورة عدد من الفنانين والشعراء منهم محمد الأمين ومحمد وردي وأبو عركي البخيت والشاعر هاشم صديق وخليل إسماعيل وأم بلينة السنوسي.